# Лота Швагер
Лота Швагер (на испански: Lota Schwager), е чилийски професионален футболен отбор от Коренел, регион Биобио. Основан е на 10 май 1966 г. след сливането на аматьорските Минас Лота и Федерико Швагер, собственост на две въгледобивни компании в региона. През по-голямата част от времето оттогава тимът играе в чилийската втора дивизия. След финансовата криза, засегнала и въгледобивните компании през 1994 г., Лота Швагер изчезва от футболната карта. Чак през 2001 г. той се завръща в трета дивизия. Най-големият успех на клуба са двете шампионски титли на втора дивизия през 1969 и 1986 г. и участието на финал за Купата на Чили през 1975 г.

## Футболисти

### Известни бивши футболисти
- Адолфо Неф
- Ектор Пуебла
- Нелсон Акоста

## Успехи
- Примера Б:
  - Шампион (2): 1969, 1986
  - Вицешампион (1): 1967
- Терсера Дивисион:
  - Шампион (1): 2001
- Копа Чиле:
  - Финалист (1): 1975

## Рекорди
- Най-голяма победа: 10:2 срещу Сан Антонио Унидо, 1968 г.
- Най-голяма загуба: 9:0 срещу Депортес Антофагаста, 1983 г.